# Axel Costa
Axel Costa Soria (Benejúzar, provincia de Alicante, 10 de octubre de 1994) es un ciclista español.

## Palmarés
2018
- 1 etapa del Tour de Argelia

## Equipos
- Start-Massi (2015)
- Massi-Kuwait Project (2016)
- Kuwait-Cartucho.es[1] (2017)
- VIB Sports (2018)